# Кадагидзе, Григорий Ильич
Григорий Ильич Кадагидзе — советский государственный и политический деятель, секретарь ЦК КП Грузии.

## Биография
Родился в 1910 году в городе Абаша. Член ВКП(б) с 1940 года.
С 1926 года — на общественной и политической работе. В 1926—1985 гг. — помощник машиниста, выпускник Тбилисского института инженеров железнодорожного транспорта имени В. И. Ленина, бригадир паровозного депо, мастер Тбилисского паровозо-вагоноремонтного завода имени И. В. Сталина, заместитель начальника, начальник паровозного депо, начальник ряда железных дорог, секретарь ЦК КП Грузии, начальник Закавказской железной дороги.
Избирался депутатом Верховного Совета СССР 5-го, 6-го, 7-го, 8-го, 9-го созывов.

## Публикации
- Кадагидзе, Григорий Ильич. Развитие транспортной системы СССР / Г. И. Кадагидзе, А. Н. Замков. — Тбилиси : Ганатлеба, 1985. — 112 с.; 21 см.
- Кадагидзе, Григорий Ильич. Единая транспортная система СССР [Текст] : [Пособие для трансп. фак. Груз. политехн. ин-та] / Г. И. Кадагидзе, А. Н. Замков. — Тбилиси : Ганатлеба, 1971. — 238 с. : ил.; 21 см.